# A Menina da Rádio
A Menina da Rádio é um filme português de 1944 produzido pela Companhia Portuguesa de Filmes, cuja realização é de Arthur Duarte. Filme com conceituados e famosos actores e actrizes, como Maria Eugénia, Óscar de Lemos, Fernando Curado Ribeiro, Teresa Casal, Maria Gabriela, Maria Olguim, Ribeirinho, António Silva e Maria Matos, que também neste filme contracenam como par amoroso.
O desempenho de António Silva neste filme, valeu-lhe o prémio do Secretariado Nacional de Informação (SNI) para o ano de 1944. Neste filme desempenha o papel de Cipriano Lopes, que é o orgulhoso propriétário da Pastelaria Bijou. É um apaixonado pelo progresso e sonha em criar uma rádio para o seu bairro, tendo como vedeta a sua filha (Maria Eugénia) e como compositor o seu futuro genro Óscar. 
Cipriano reencontra o amor perdido na mãe do pretendente da filha, a D. Rosa (Maria Matos), com quem manteve uma paixão negada pela família durante a sua juventude.

## Ficha técnica
- Realização: Arthur Duarte
- Fotografia: Aquilino Mendes
- Música: António Melo, Jaime Mendes, Fernando de Carvalho

## Ficha artística
- Maria Matos: Dona Rosa Gonçalves
- António Silva: Cipriano Lopes
- Ribeirinho: Fortunato
- Maria Eugénia: Geninha (Eugénia) - "menina da rádio"
- Óscar de Lemos: Óscar
- Emília de Oliveira
- Silvestre Alegrim: Guarda-noturno
- Regina Montenegro
- Fernando Curado Ribeiro: Fernando Verdial
- Teresa Casal